# Ana Duato
Ana Consuelo Duato Boix (Valencia, 18 giugno 1968) è un'attrice spagnola.

## Vita privata
Suo figlio è l'attore Miguel Bernardeau.

## Filmografia parziale

### Cinema
- Madrid, regia di Basilio Martín Patino (1987)
- Un negro con un saxo, regia di Francesc Bellmunt (1989)
- Cómo levantar 1000 kilos, regia di Antonio Hernández (1991)
- Una stazione di passaggio (Una estación de paso), regia di Gracia Querejeta (1992)
- Amor proprio (Amor propio), regia di Mario Camus (1994)
- Adosados, regia di Mario Camus (1996)
- Il cane dell'ortolano (El perro del hortelano), regia di Pilar Miró (1996)
- Il colore delle nuvole (El color de las nubes), regia di Mario Camus (1997)
- La vuelta de El Coyote, regia di Mario Camus (1998)
- Los lobos de Washington, regia di Mariano Barroso (1999)
- Las razones de mis amigos, regia di Gerardo Herrero (2000)

### Televisione
- Brigada central (1989-1990)
- Celia (1993)
- Villarriba y Villabajo (1994-1995)
- Médico de familia (1995-1997)
- Querido maestro (1997-1998)
- Mediterráneo (1999-2000)
- Cuéntame cómo pasó (2001-2016)